# Werdun
Werdun (dawn. Werdoń, Werdon) – wieś sołecka w Polsce położona w województwie mazowieckim, w powiecie piaseczyńskim, w gminie Tarczyn.
W latach 1975–1998 miejscowość administracyjnie należała do województwa warszawskiego.
W miejscowości znajduje się kościół i siedziba parafii św. Ducha, należącej do dekanatu tarczyńskiego, archidiecezji warszawskiej.